# Rampa timpánica
El conducto timpánico, llamado también escala timpánica o rampa timpánica (scala tympani), constituye una de las cavidades de la Cóclea en el oído interno humano y que transmite las ondas sonoras. Este conducto, lleno de perilinfa, se encuentra separado del conducto coclear por la membrana basilar y se extiende desde la ventana redonda hasta el helicotrema, donde se transforma en la rampa vestibular. Por el conducto timpánico cursa el nervio de Jacobson, en cercana asociación al paragánglio timpánico. Por su curso también transcurren vasos sanguíneos que dan irrigación a la membrana que tapiza las paredes del trayecto timpánico.
El propósito del conducto timpánico y del conducto vestibular llenos de perilinfa es transducir el movimiento del aire que hace que la membrana timpánica y los huesecillos del oído vibren provocando el movimiento del líquido y la membrana basilar. Este movimiento se transmite al órgano de Corti dentro del conducto coclear, compuesto por células ciliadas adheridas a la membrana basilar y sus estereocilios incrustados en la membrana tectoria. El movimiento de la membrana basilar en comparación con la membrana tectorial hace que los estereocilios se doblen. Luego se despolarizan y envían impulsos al cerebro a través del nervio coclear. Esto produce la sensación de sonido.

## Imágenes adicionales

Scala tympani= conducto timpánico (abajo en azul). Sección transversal de la cóclea.
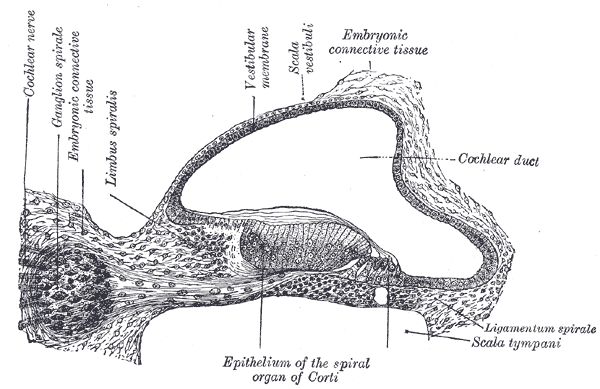
Sección transversal del conducto coclear de un feto de gato.
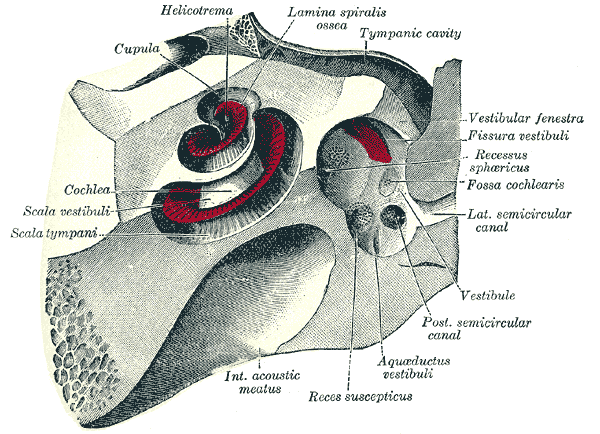
La cóclea y el vestíbulo, vistos desde arriba.
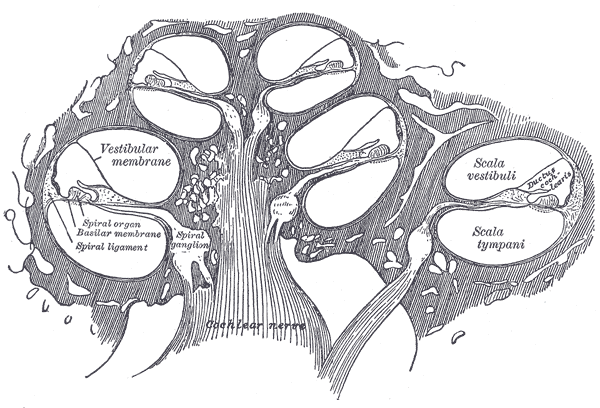
Sección longitudinal esquemática de la cóclea.